# Ungavabukten

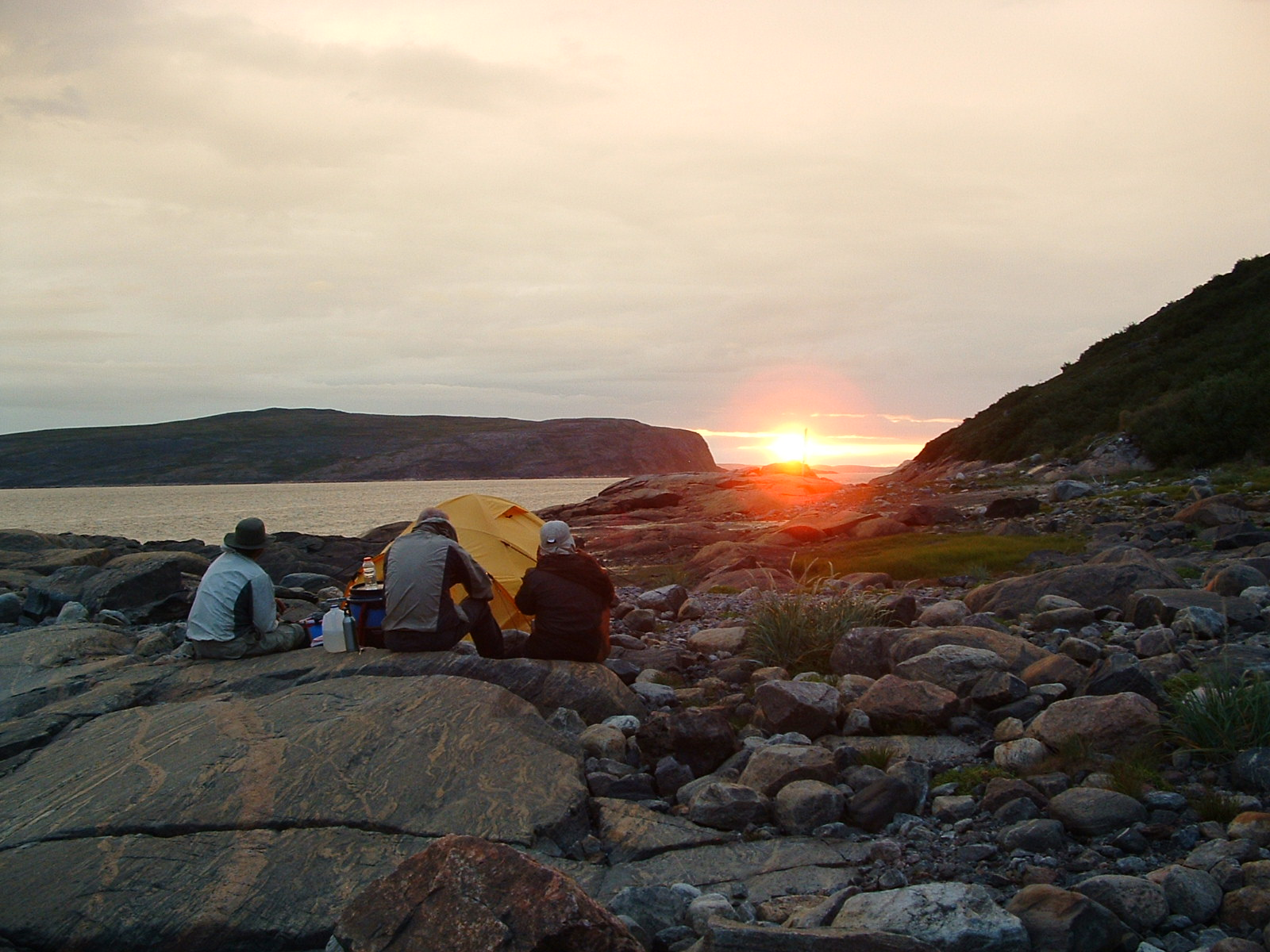
Solnedgång vid Ungavabukten

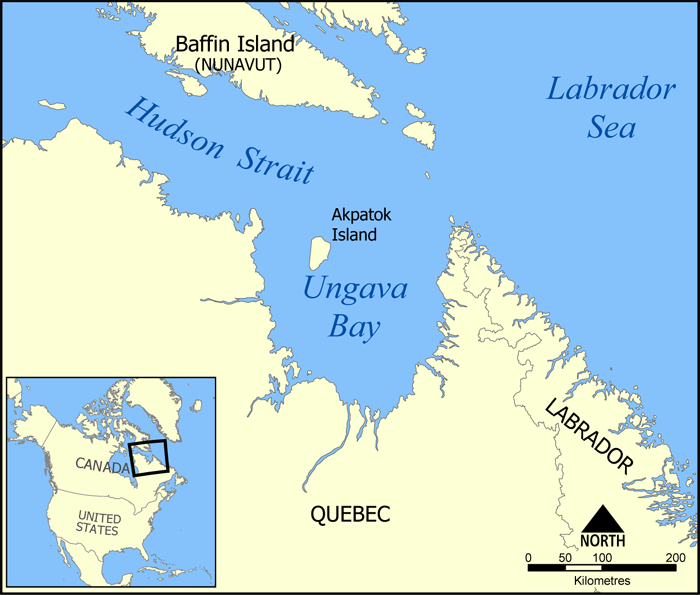
Karta över Ungavabukten

Ungavabukten (franska: Baie d'Ungava, inuktitut: ᐅᖓᕙ ᑲᖏᖅᓗᒃ/ungava kangiqluk, engelska: Ungava Bay) är en stor bukt i nordöstra Kanada som tillsammans med Hudsonsundet bildar provinsen Québecs norra kustlinje. Norr om Ungavabukten ligger Baffinön som utgör en del av Nunavut. Ungavabukten är omkring 180 km bred och har en yta på ungefär 33 000 km². Bukten är inte särskilt djup, men mot Labradorhavet och Atlanten, i närheten av Kap Chidley, nås ett djup på bortåt 300 meter.
Det finns ett antal öar i Ungavabukten. Den största, Akpatokön, och andra öar vid buktens öppning norr om 60° N utgör en del av Nunavutterritoriet. De mindre öarna söder därom tillhör Québec.
Det kyliga vatten som Labradorströmmen för in i Ungavabukten gör att det omgivande landskapet till trädlös tundra. Eftersom hela bukten därmed befinner sig norr om trädgränsen, betraktas den och dess kustområden i allmänhet som en del av Arktis, trots den omedelbara närheten till Atlanten. Sommartemperaturen i Kuujjuaq 20 km uppför Koksoakfloden i söder ligger på omkring 7 °C, vintertemperaturen är i genomsnitt –20 °C. Årsmedelnederbörden är 400-450 mm/år, varav större delen faller på sommaren.
Längs med Ungavabuktens kuster ligger ett flertal inuitiska samhällen av vilka Kuujjuaq vid Koksoakflodens mynning är den största. Järnmalmsfyndigheter exploaterades tidigt, men klimatet gjorde transporter så kostsamma att gruvdriften avbröts i början av 1900-talet. Idag dominerar inuiternas traditionella jakt som näringskälla. Turismen begränsas till mycket exklusiva äventyrsresor.
Ungavabuktens sydvästra del har en av världens högsta skillnader mellan ebb och flod. Man har uppskattat tidvattenhöjden i Rivière aux Feuilles ("Lövfloden") mynning på våren till så mycket som 17 meter. Försök har gjorts att utvinna energi genom tidvattnet men det ogästvänliga klimatet – Ungavabukten är bara isfri under en kort säsong – har skapat oöverstigliga hinder.